# Philips Records
Philips Records — лейбл звукозаписи голландского гиганта электроники Philips. Был основан как Philips Phonographische Industries (PPI) в 1950. В течение 1950-х через него осуществлялась дистрибуция релизов лейблов US Columbia Records и Columbia Masterworks Records в Великобритании.

## История
Звукозаписывающий лейбл возник как «Philips Phonographische Industrie» (PPI) в июне 1950 года, когда он начал выпускать записи классической музыки. Были также сделаны записи популярных исполнителей различных национальностей и классических исполнителей из Германии, Франции и Нидерландов. Выпущенные под названием «Records of the Century» (имеется в виду головной офис Philips Industries в Великобритании в Century House, W1), первые релизы в Великобритании появились в январе 1953 года на 10-дюймовых грампластинках.
Philips также распространял записи, сделанные американским лейблом Columbia Records (который в то время был подразделением CBS) в Великобритании и на европейском континенте. После разделения лейбла English Columbia label (принадлежащего EMI) и American Columbia, Philips также начал осуществлять дистрибуцию оригинальных записей Columbia на лейбле Philips в Великобритании.
Первая партия из восьми синглов, выпущенных в 1953 году, включала британских артистов, таких как Гилберт Хардинг (Gilbert Harding), Фланаган и Аллен (Flanagan and Allen), а также Грейси Филдс, за которыми следовали американские музыканты Columbia recording Джо Стаффорд, Фрэнки Лейн и Джонни Рэй. Первым синглом на лейбле, попавшим в чарты, стала песня «I Believe» Фрэнки Лэйна, которая в апреле этого года заняла первое место в чартах Великобритании. Многие из первых британских записей на лейбле были спродюсированы Норманом Ньюэллом, пока в 1954 году Йон Франц не был назначен A&R-менеджером.
В 1958 году Philips создала дочерний лейбл Fontana Records, что означало, что записи American-Columbia выпускались как на лейблах Philips, так и на Fontana. Эта договоренность продлилась до апреля 1962 года, когда под давлением Columbia в Америке Philips создал для них третий лейбл, CBS Records (он не мог называться лейблом Columbia, поскольку авторские права на это имя долгое время принадлежали EMI). В конце 1964 года под руководством президента Columbia Records Годдарда Либерсона, компания CBS Records создала собственное международное подразделение, взяв название своей тогдашней материнской компании CBS. Компания CBS Records открыла своё британское отделение на Теобальдс-Роуд в Холборне. Синглы и альбомы на лейблах Philips и Fontana компании Columbia-owned product впоследствии были удалены.
В 1962 году Philips Records и Deutsche Grammophon создали совместный лейбл Grammophon-Philips Group (GPG), которое в 1972 году стало называться PolyGram.
В 1964 году, после того как Philips потеряла дистрибьюторское соглашение в США и Канаде с Columbia Records, она заключила соглашение об обмене с Mercury Records. Год спустя дочерняя компания Philips Consolidated Electronics Industries Corp. (также известная как Conelco) купила Mercury и ее дочерние лейблы, такие как Smash. Пластинки классической, джазовой и поп-музыки Philips теперь продавались компанией Mercury в США под лейблом Philips. Группа Mercury Living Presence также сделала классические записи для Philips в июле 1961 года.
Классические группы, которые Philips активно записывал, включали Королевский оркестр Консертгебау, Beaux Arts Trio и Итальянский квартет (Quartetto Italiano). Скрипач Артюр Грюмьо и пианист Клаудио Аррау заключили контракт с Philips. Симфонические оркестры по контракту, включая LSO, находились под руководством таких престижных молодых дирижеров, как Колин Дэвис и Бернард Хайтинк.
С 1961 года до конца 1980-х годов Philips Records (США) выпустила много классических названий в американской упаковке, первоначально в тех же глянцевых ламинированных обложках, что и Mercury Records. Пластинки печатались на заводе Mercury в Ричмонде, штат Индиана.
Philips также запустил одноименный джазовый лейбл в США, выпускающий как импортированные европейские записи Philips, так и новые американские записи Джерри Маллигана, Диззи Гиллеспи и Вуди Германа, среди прочих.
Помимо джаза и классической музыки Philips также стал крупным лейблом в мире рок и поп-музыки с конца 1950-х до конца 1970-х годов. В Великобритании Philips заполучил сильный состав популярной музыки, подписав контракты с такими исполнителями, как Марти Уайлд, Рой Кастл, Анна Шелтон, Four Pennies, Дасти Спрингфилд и The Walker Brothers.
В Великобритании в 1960-е и 1970-е годы Philips уделял больше внимания растущему рынку коммерческого формата популярной музыки MOR с такими артистами, как Лена Заварони, Peters & Lee, Нана Мускури и Демис Руссос, а также выпускал новые пластинки таких медийных личностей, как Эд Стюарт, Брюс Форсайт, Дэйв Аллен и Крис Хилл.
К 1980 году PolyGram объединила всю свою деятельность в США, Phonogram, Inc., Mercury Records, RSO, Casablanca и Polydor Records, связанную с ней лейблы в PolyGram Records и она базировалась в Нью-Йорке. В рамках новой компании PolyGram решил прекратить деятельность Philips как поп и рок-лейбла в Великобритании и во многих странах Европы, хотя он по-прежнему часто выпускал пластинки во Франции и Юго-Восточной Азии китайских и гонконгских поп-исполнителей.
С начала 1970-х годов классические пластинки Philips больше не производились в США, они производились в Нидерландах и продавались в качестве импортных товаров на американском рынке.
В 1980-х годах была создана Philips Classics Records для дистрибуции синглов классических исполнителей, хотя классические записи также выпускались на обычном лейбле Philips. В США Philips в конечном итоге занималась дистрибуцией и продажами для Philips, Mercury, British Decca (продавалась под лондонским лейблом в США) и Deutsche Grammophon.

## Эра компакт-дисков
В 1983 году Philips стала одной из первых звукозаписывающих компаний, выпустивших компакт-диски с использованием цифровых записей.
Philips и ее дочерние компании в конечном итоге переиздали многие из своих доцифровых стерео и моно записей на компакт-диск. Philips и DuPont сотрудничали на четырех заводах по производству компакт-дисков в Ганновере, Германия, Блэкберн в Великобритании (бывшая фабрика Philips Laservision Disc), Кингз-Маунтин в Северной Каролине и Лувье во Франции.
С 1998 года Philips Records является частью Universal Music. В 1999 году Philips Classics была поглощена музыкальной группой Decca, а звукозаписывающая деятельность Philips в Нидерландах была прекращена. Бывшие сотрудники купили Philips Recording Center в Барне, Нидерланды и основали Polyhymnia International (звукозаписывающая компания) и Pentatone Records (которая специализируется на выпусках SACD).
Многие классические записи Philips были переизданы на лейбле Eloquence. Universal также выпустила серию «Philips 50», посвященную 50-летию Philips Records в начале 2000-х, некоторые из этих компакт-дисков все еще печатаются. С середины 1970-х годов Pentatone выпустила звукозаписи Philips по первой технологии объемного звука, которая называлась Quadraphonic (Четырехканальная система) при которой дискретный звук передавался из четырех динамиков.